# Saint-Jean-le-Vieux (Ain)
Saint-Jean-le-Vieux è un comune francese di 1 686 abitanti situato nel dipartimento dell'Ain della regione dell'Alvernia-Rodano-Alpi.
Vi si erge il castello di Varey, risalente al XII secolo.

## Società

### Evoluzione demografica
Abitanti censiti